# خرمال برازيلي
خرمال برازيلي (الاسم العلمي: Diospyros brasiliensis) هو نوع من النباتات يتبع جنس الخرمال من الفصيلة الأبنوسية.